# Mired

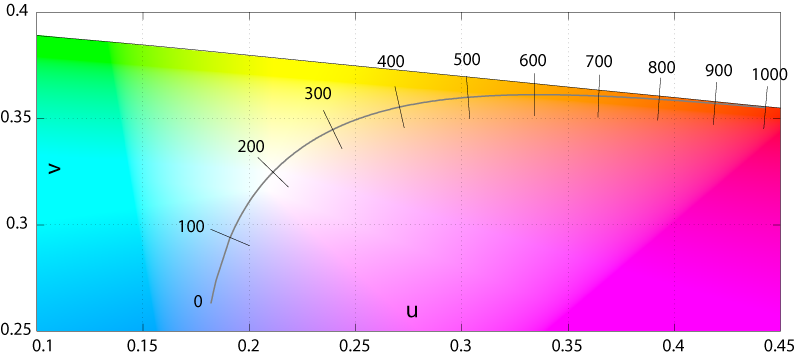
Il locus planckiano dello spazio di colore CIE 1960, con le isotermiche in mired: si noti la spaziatura uniforme fra le isotermiche.

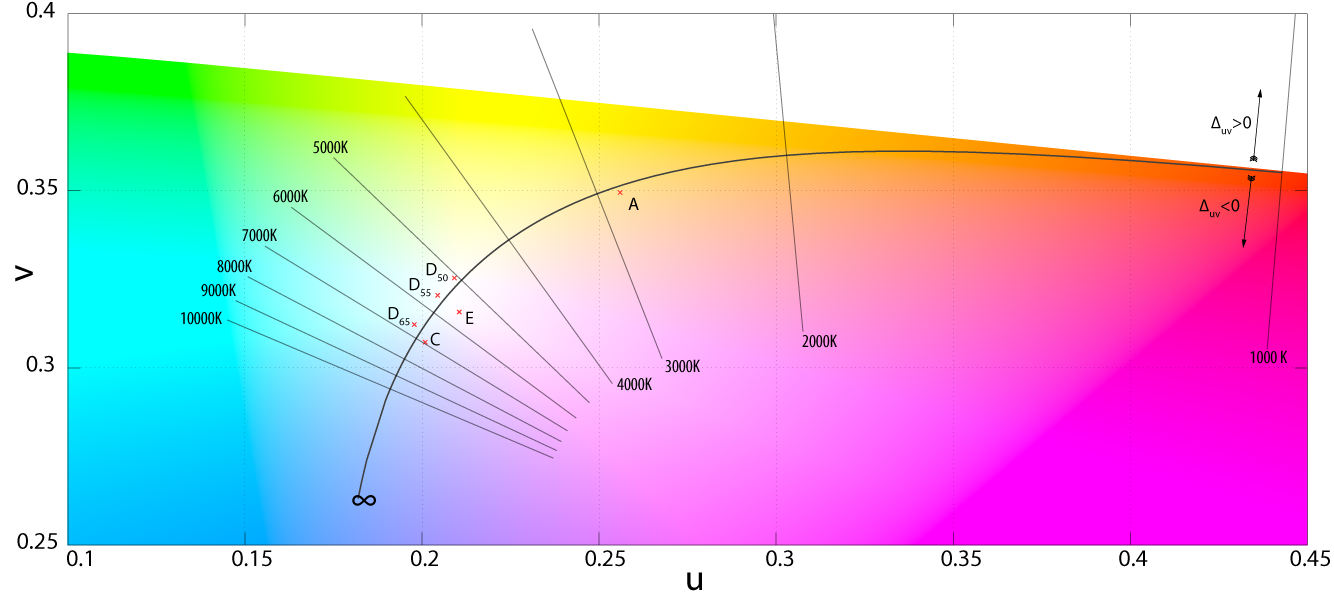
Lo spazio di colore dell'immagine precedente, con le isotermiche espresse in kelvin.

Il mired (contrazione di micro reciprocal degree) è un'unità di misura della temperatura di colore, definita dalla formula
{\displaystyle M={\frac {1000000}{T}}}
dove M è il valore in mired, e T è la temperatura di colore in kelvin. Per esempio, un cielo blu, che ha una temperatura di colore di circa 25.000 K, ha un valore di mired di circa 40, mentre un tipico flash fotografico, con una temperatura di 5.000 K, ha un valore di mired di 200. Le decine di mired sono anche indicate come decamired. L'unità di misura corrispondente del SI è il "megakelvin reciproco", abbreviato in mirek, ma questo termine è meno usato rispetto alla denominazione "mired".
L'uso del termine mired fu introdotto da Irwin G. Priest nel 1932, sulla base dell'osservazione che la minima differenza percettibile fra due illuminanti dipende dalla differenza fra il reciproco delle loro temperature, più che dalla differenza fra le temperature stesse. Di conseguenza, il mired rappresenta un modo più utile per rappresentare differenze di colore in sistemi orientati all'uso umano, come il bilanciamento del bianco in fotografia digitale o l'applicazione di filtri colorati in fotografia.